# DDR-Meisterschaften im Hallenfaustball 1969/70
Die DDR-Meisterschaften im Hallenfaustball 1969/70 waren die Austragung der DDR-Meisterschaften der Männer und Frauen im Hallenfaustball der DDR in der Saison 1969/70.
Die Finalturniere fanden am 21./22. März 1970 in Halle-Neustadt statt.
An den Finalturnieren nahmen die jeweils vier bestplatzierten Mannschaften der DDR-Oberliga teil.

## Frauen
Finale:
- Lok Schleife – Schiffahrt/Hafen Rostock 39:16[2]

Abschlusstabelle
| 1. | BSG Lokomotive Schleife      |
| 2. | BSG Schiffahrt/Hafen Rostock |
| 3. | ISG Hirschfelde              |
| 4. | …                            |

## Männer
Für die Endrunde um die DDR-Meisterschaft hatten sich qualifiziert:
Abschlussstand:
| 1. | ISG Hirschfelde       |
| 2. | Chemie Zeitz (M)      |
| 3. | Lok Wittstock         |
| 4  | Rotation Dresden      |
| …  | …                     |
| …  | Medizin Erfurt        |
| …  | SG Leipzig-Eutritzsch |

Finalrunde:
Halbfinale:
- BSG Chemie Zeitz – Lokomotive Wittstock
- ISG Hirschfelde – Lokomotive Dresden

Spiel um Platz 3:
- Lokomotive Dresden – Lokomotive Wittstock 44:36[1]

Finale:
- Chemie Zeitz – ISG Hirschfelde 37:26 (16:14)[2][1]

Abschlusstabelle
| 1. | BSG Chemie Zeitz         |
| 2. | ISG Hirschfelde          |
| 3. | BSG Lokomotive Dresden   |
| 4. | BSG Lokomotive Wittstock |

Absteiger in die Liga waren Medizin Erfurt und SG Leipzig-Eutritzsch.

## Weblink
- Faustball-DDR-Meisterschaften auf sport-komplett.de